# Mankini
|  | Sammenskrivningsforslag Artiklen Mankini er foreslået føjet ind i Bikini. (Siden april 2013) Diskutér forslaget |

En mankini er en grøn, tynd badedragt/bikini til mænd, som er kendt fra filmen Borat: Cultural Learnings of America for Make Benefit Glorious Nation of Kazakhstan. Hovedpersonen i filmen, Borat Sagdiyev, giver udtryk for, at en "mankini" skal bæres af en rigtig mand. Det betyder herved ikke, at manden skal være ordentligt udstyret, men at man skal have det mentale mod til at vise sig selv frem i sådan en, ligegyldigt omstændighederne. 
Den fås kun i:
- 100 % spandex,
- Onesize,
- Neongrøn

I Vesteuropa, anses det ikke for anstændigt, at bære en "mankini".
Kan evt. bruges til idrætsaktiviteter som volleyball, løbetræning, vægtløftning, fodbold og mange flere sportsgrene.